# Ko Phi Phi Leh
Ko Phi Phi Leh (in lingua thailandese: เกาะพีพีเล) è un'isola della Thailandia, che appartiene alla provincia di Krabi.